# Polonització
|  | No s'ha de confondre amb Pol·linització. |

La polonització (en polonès polonizacja) és l'adquisició o imposició d'elements de la cultura de Polònia, en particular, l'idioma polonès, per poblacions no poloneses en territoris controlats per Polònia o sota la seva influència.

## Història de la polonització

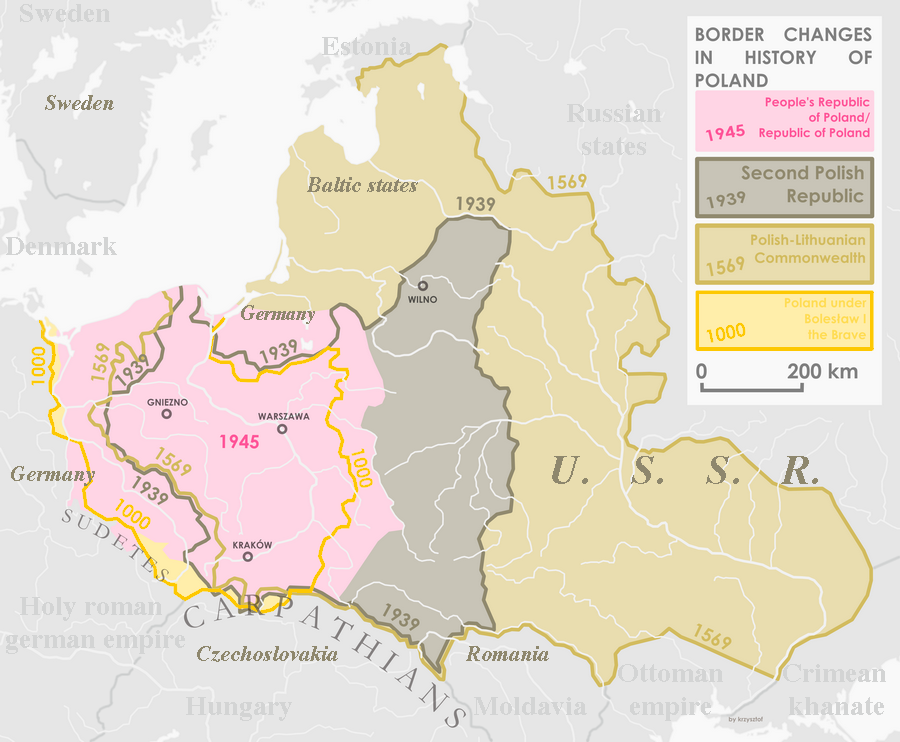
Fronteres de Polònia a través del temps

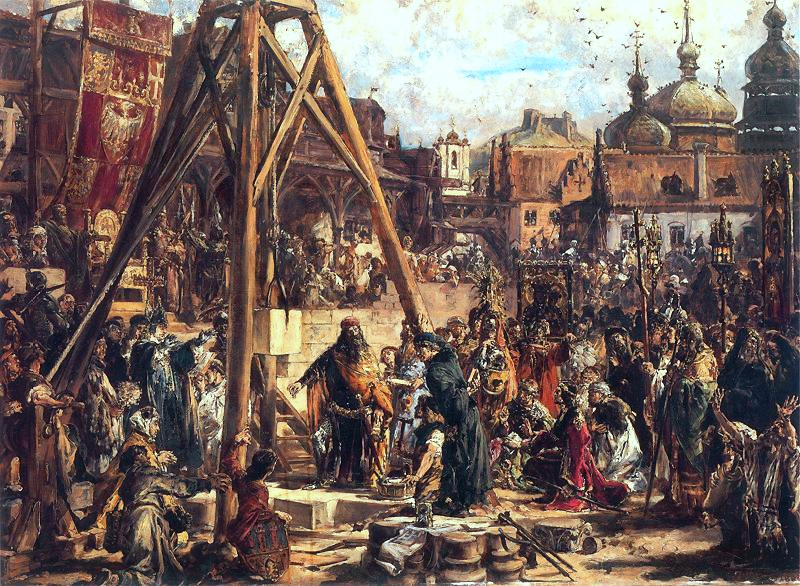
"La Segona Presa de Rutènia". Riquesa i educació. Oli sobre tela de Jan Matejko on es representa la signatura de la pau el 1366 per Casimir III de Polònia amb Liubartas de Lituània durant les Guerres de Galítsia-Volínia

### Seglesxiiaxiv
Entre el segle xii i el segle xvi moltes ciutats de Polònia van adoptar l'anomenat Dret de Magdeburg que promovia el desenvolupament de les ciutats i gremis. Els drets eren atorgats normalment atorgats pel rei amb l'ocasió de l'arribada d'immigrants. Alguns d'ells, integrats a una comunitat major, com els mercaders que es van assentar allà, especialment grecs i armenis. Adopataren molts dels aspectes
de la cultura polonesa, però conservaren la seva fe ortodoxa. Des de l'edat mitjana, la cultura polonesa, influïda per l'oest, irradiava cap a l'est, començant un llarg i complex processos d'assimilació cultural.

### Mancomunitat de Polònia-Lituània (1569-1795)
En la Confederació de Polònia i Lituània, els grups ètnics no polonesos, especialment els rutens i lituans, es van trobar sota la forta pressió de la cultura polonesa.
El govern polonès del territori va començar en la Unió de Lublin de 1569, quan molts dels territoris que formaven part del "rutenitzat" Gran Ducat de Lituània van ser transferits a la Corona polonesa, mentre en realitat van seguir fins al segle xix com a camperols en règim de servitud i van deixar grans extensions de terreny als Imperis Rus i Austrohongarès sota el control de magnats polonesos o polonitzats, virtualment indistingibles.
En el clima de la colonització de les terres rutenes per la noblesa polonesa o polonitzada, la persecució i fins i tot una temptativa de prohibició
de l'Església Ortodoxa als territoris controlats pels polonesos després de l'infructuós intent de convertir la pagesia rutena al catolicisme, les pressions i atraccions de la polonització sobre la noblesa de Rutènia i l'elit cultural, va resultar en un gairebé complet abandonament de la cultura rutena, tradicions i de l'Església Ortodoxa per part de la classe alta de Rutènia.
Al Gran Duc de Lituània Jogaila li van oferir la corona polonesa i va esdevenir Ladislau II Jagelló (va regnar de 1386 a 1434). Això va marcar el començament de la polonització gradual de la noblesa lituana. Va construir moltes esglésies catòliques romanes en terres lituanes paganes i les va proveir amb terres, els va presentar als catòlics terres i posicions, va colonitzar les ciutats i pobles i els va atorgar els Drets de Magdeburg que consistien en diverses permissions. Aquests drets es donaven als assentaments dominats pels polonesos o alemanys però no als assentaments rutens, a qui se'ls carregaven tots els impostos. Els nobles rutens també es van veure alliberats del pagament d'alguns impostos i els seus drets es van igualar amb els de la noblesa polonesa però només quan es convertissin al catolicisme. Llavors serien proveïts amb compensacions per les obligacions militars, mentre que els que haguessin romàs ortodoxos no en rebrien cap. A conseqüència d'això, tota la població de Rutènia es va veure dividida entre els privilegiats i els que no ho eren, i aquests últims van ser els ortodoxos de Rutènia.
Sota el successor de Jogaila, Ladislau de Varna (va regnar de 1434-1444), els esforços per a la polonització que s'havien dut a terme més per la força que per altres mitjans, van assolir un cert grau de subtilesa. Ladislau III va introduir algunes reformes més liberals. Va incrementar els privilegis de tots els nobles rutens, independentment de la seva religió, i el 1443 va firmar una butlla que posava en el mateix nivell l'Església Ortodoxa i el Catolicisme Romà, i suavitzava les seves relacions amb el clericat ortodox. Aquestes polítiques van continuar sota el següent rei Casimir IV Jagelló. L'expansió de la influència cultural polonesa va continuar entre els nobles rutens cada vegada més atrets pel glamour de la cultura occidental i el sistema polític polonès en el qual els magnats es convertien en governadors sense restriccions de les terres i serfs de les seves vastes finques.

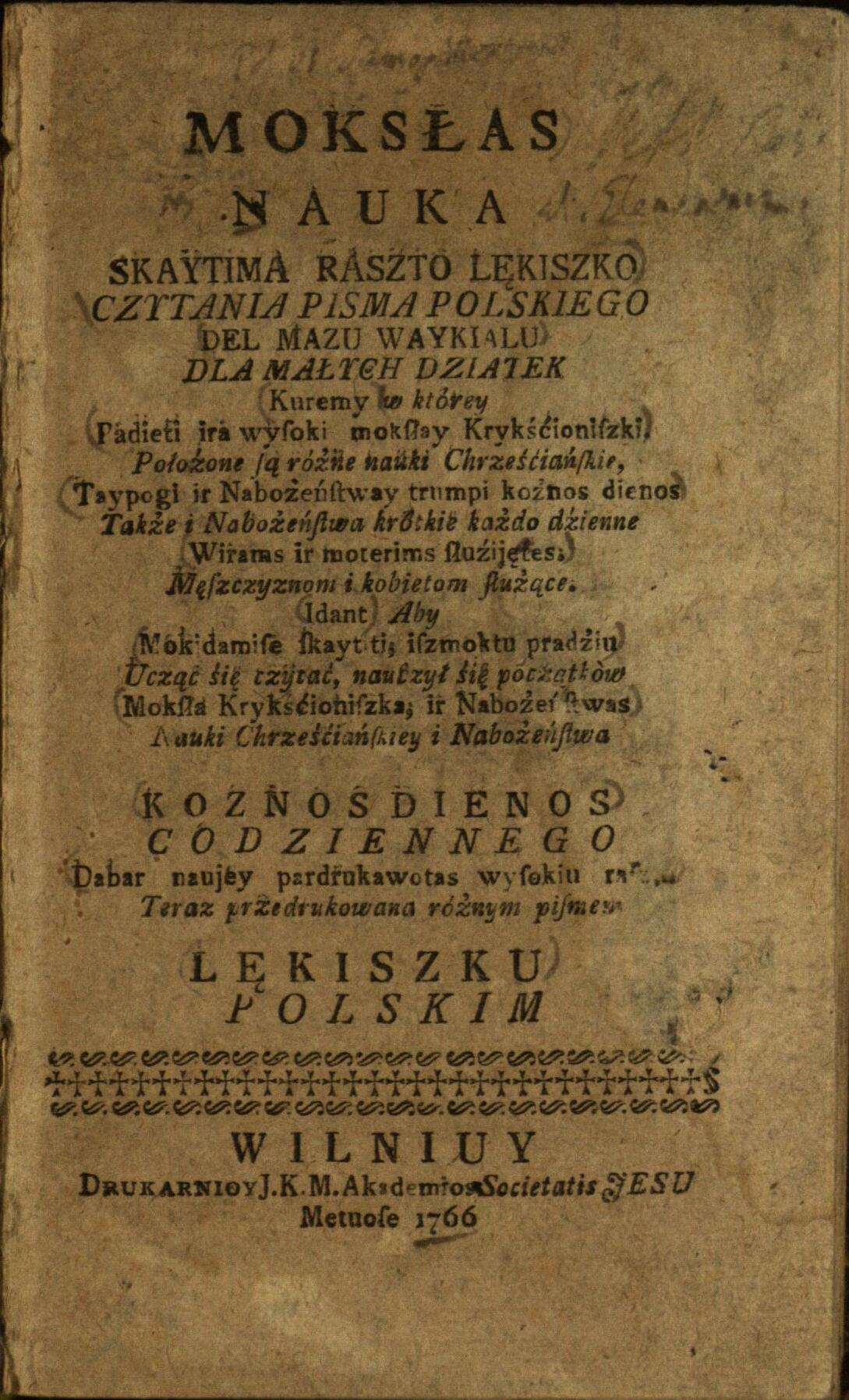
Introducció a la llengua polonès (en lituà), dedicada als ètnics lituans, Vílnius, 1766

Alguns magnats rutens com els Sanguszko, Wiśniowiecki i Kisiel, van resistir la polonització cultural durant diverses generacions. La família Ostrogski n'és un dels exemples més notables. En romandre generalment lleials a l'estat polonès, els magnats, com els Ostrogski, es van quedar amb la religió dels seus avantpassats, i van recolzar l'Església Ortodoxa generosament amb l'obertura d'escoles, la impressió de llibres en llengua rutena (els primers quatre llibres impresos en alfabet ciríl·lic al món es van publicar a Cracòvia el 1491 i van contribuir generosament a la construcció d'esglésies ortodoxes. De tota manera, la seva resistència anà minvant gradualment amb cada generació, a mesura que l'elit rutena anava abraçant cada vegada més l'idioma polonès i el catolicisme.
Així, amb la major part del seu sistema educacional polonitzat i amb la majoria de la inversió destinada a les institucions de l'occident de Rutènia, la cultura indígena rutena ben aviat es veuria bastant deteriorada. En la Rutènia polonesa el llenguatge dels documents de l'administració va començar a canviar al polonès. Cap a mitjan segle xvi en aquests documetnos trobem una barreja peculiar de l'antic eslau eclesiàstic, amb el rutè dels plebeus i el polonès. En incrementar-se la influència del polonès en la mescla, ben aviat aquesta va resultar majoritàriament polonesa, amb una fonètica rutena. la barreja aviat va ser majoritàriament un polonès imposat amb fonètica rutena.
L'Església Catòlica de Ritu Oriental, creada originalment per acollir els nobles rutens inicialment ortodoxos, va quedar com una institució sense utilitat, ja que els nobles es convertien directament al catolicisme de ritu llatí en massa, de manera que aquesta església no era més que una jerarquia sense feligresos. L'Església Catòlica Grega es va utilitzar llavors com una eina enfocada a separar la pagesia de les seves arrels rutenes, tot i que amb poc èxit. Els plebeus, privats dels seus protectors natius, van buscar la protecció dels cosacs, que eren devotament ortodoxos, i que tendien amb facilitat a tornar-se amb violència contra aquell que poguessin percebre com a enemic, particularment l'estat polonès i a aquells que veiessin com els seus representants, els polonesos i en general els catòlics, així com els jueus.
Després de diverses revoltes cosaques, especialment la Rebel·lió de Khmelnitski, i invasions estrangeres (com "el Diluvi"), la Mancomunitat, cada cop amb menys poder i caient sota el control dels seus veïns, va començar a declinar, en un procés que finalment culminarà amb l'eliminació de l'estat polonès a finals del segle xviii durant els següents 123 anys.
Mentre la Confederació de Varsòvia de la Mancomunitat és considerada àmpliament un exemple de tolerància religiosa sense precedents per al seu temps, les polítiques opressives de Polònia cap als seus súbdits pertanyents a l'Ortodòxia són sovint citades com una de les principals raons responsables del final de l'estat.
Durant tot el temps d'existència de la Mancomunitat, la polonització a les regions occidentals d'aquesta es va traduir només en esforços amb petits grups de colons com els Bambrzy en la Gran Polònia.

### Particions (1795-1918)
La polonització també es va donar en moments en què l'estat polonès no existia, malgrat que els imperis que es van repartir Polònia van aplicar polítiques en contra dels guanys passats de la polonització o enfocats a reemplaçar la identitat polonesa i erradicar el grup nacional polonès.
La polonització va tenir lloc en els primers anys de la partició prussiana, on, com a reacció a la persecució del Catolicisme Romà durant el Kulturkampf, els catòlics alemanys que vivien en àrees amb una majoria polonesa es van integrar voluntàriament a la societat polonesa (es calcula que van ser uns 100.000 alemanys de les províncies orientals de Prússia).
Segons alguns estudiosos, els majors èxits de polonització de les terres no-poloneses de l'antiga Mancomunitat es van aconseguir després de les particions, en temps de persecució de la condició polonesa (argumentat per Leon Wasilewski (1917.),Mitrofan Dovnar-Zapol'skiy (1926.). Paradoxalment, el substancial moviment cap a l'est del territori ètnic polonès i el creixement de les regions ètniques poloneses, es van donar en el moment de major atac de Rússia sobre tot allò polonès que hi hagués a Lituània i Belarús.
El perfil general de causes que es donen per a això inclou les activitats de l'Església Catòlica Romana. i la influència cultural que representaven en aquell moment i sobre aquestes terres les grans ciutats com Vilna i Kovno, les activitats del districte educacional de Vilna entre el 1800 i la dècada del 1820, les activitats de l'administració local, encara controlada pels polonesos locals o noblesa polonitzada abans de l'Aixecament de gener, escoles secretes poloneses des de la segona meitat del segle xix a començaments del segle xx (tajne komplety) i la influència de les possessions i finques de terra.
Després del desmembrament de la Mancomunitat de Polònia-Lituània a finals del segle xviii, les dinàmiques de polonització van continuar en un primer moment a Lituània, Belarús i les parts de dominació polonesa d'Ucraïna, ja que les polítiques inicialment liberals de l'Imperi atorgaven a l'elit polonesa concessions significatives en els assumptes locals. Dovnar-Zapolsky observa que la polonització realment es va intensificar sota el govern liberal d'Alexandre I de Rússia, particularment a causa dels esforços dels intel·lectuals polonesos que s'encarregaven de la Universitat de Vílnius, organitzada en 1802-3 des de l'Acadèmia de Vilna (Schola Princeps Vilnensis), a la que es va engrandir i se li va donar l'estatus d'"Imperial" sota el nou nom d'Universitat Imperial de Vilna (Imperatoria Universitas Vilnensis). Per ordre de l'Emperador, el districte educacional de Vilna supervisat per Adam Czartoryski (amic personal d'Alexandre), es va engrandir per incloure vastos territoris a l'oest de l'Imperi Rus, arribà a Kíev pel sud-est i al territori polonès, i es va proveir el desenvolupament de la Universitat, sense rival al districte, que va esdevenir una prioritat per a les autoritats imperials que li van atorgar una llibertat i autonomia significativa. Amb l'esforç dels intel·lectuals polonesos al servei dels rectors de la Universitat, Hieronim Strojnowski, Jan Niadecki i Szymon Malewski, així com Czartoryski que els supervisava, la Universitat va esdevenir el centre del patriotisme i cultura polonesa. I pel fet d'ésser l'única Universitat del districte, el centre va atreure a la jove noblesa de totes les ètnies d'aquesta extensa regió.
Amb el temps, el llatí, llengua tradicionalment usada a la universitat, fou bandejat, i cap al 1816, totalment reemplaçat pel polonès i el rus. Aquest canvi va afectar i va reflectir un profund canvi en el sistema d'escola secundària lituà i belarús en les quals el llatí també feia servir tradicionalment, ja que la Universitat de Vilna era la principal font de mestres per a aquestes escoles. De la mateixa manera, la Universitat era responsable de la selecció dels llibres de text, i només es van aprovar per a la seva impressió i ús els llibres de text polonesos.
Dovnar-Zapolsky afirma que "les dècades del 1800 i 1810 van ser testimoni d'una prosperitat sense precedents de la cultura i idioma polonesos a les terres de l'antic Gran Ducat de Lituània i que "aquesta era va contemplar la conclusió efectiva de la polonització de la petita noblesa, amb una reducció significativa de l'àrea d'ús de l'actual belarús i comenta igualment que la dinàmica de polonització havia estat complementada amb els esforços (encoberts) antirussos i antiortodoxos. L'oposició lituana a aquest desenvolupament va ser apaivagada per diversos mitjans, de vegades fins i tot de forma violenta. Els resultats d'aquestes tendències es veuen ben reflectits als censos ètnics de territoris prèviament no-polonesos.
Les tendències van continuar amb l'arribada de Napoleó el 1812. Els polonesos van continuar ocupant els càrrecs més importants del govern lituà de Vilna, i, després de la restauració del govern rus, les polítiques del govern central amb prou feines van canviar. Jan niadecki, que va ser promogut en els temps de Napoleón al rang de Ministre d'Educació i Cultes, va salvar el seu rectorat gràcies a la protecció de Czartoryski. Com el pla d'Alexandre de separar definitivament a Lituània de Polònia mitjançant la restauració del Gran Ducat es va fer evident, Sniadecki, amb el suport de Czartoryski, que fingia ser lleial al tsar, va fer l'esforç en última instància de polonitzar a la jove generació de lituans educant-los com a polonesos que s'unirien als rangs de la lluita per una Polònia independent i homogènia.
Després de la Revolta polonesa del 1830, dirigida a independitzar-se de Rússia, les polítiques imperials finalment van canviar considerablement. La Universitat va ser tancada forçosament el 1832 i els següents anys es veuen caracteritzats per polítiques que apunten a la solució asimilatoria de la "Qüestió polonesa", tendència que continuaria, enfortida, després de l'infructuós Aixecament de gener (1863).
Al segle xix, la gairebé indiscutida tendència a la polonització dels segles anteriors, va xocar frontalment amb la política de russificació antipolonesa, amb èxits temporals per a ambdues faccions, ja que la polonització té els seus punts forts a mitjan dècada del 1850 i en la de 1880, mentre que la russificació es dona amb major vigor en la de 1830 i 1860. La polonització dels territoris de l'est i de l'oest (partciones russa i alemanya, respectivament) es va produir en llocs on la influència en el govern dels polonesos havia disminuït constantment. La partició de Polònia va suposar una amenaça genuïna a la continuïtat de la cultura i l'idioma polonesos en aquestes regions. En centrar-se la polonización en la cultura polonesa, les polítiques dirigides a destruir-la o debilitar-la van tenir un impacte significatiu en debilitar la polonització d'aquelles regions. Això és particualrmente visible a la Polònia ocupada per Rússia, on a la cultura polonesa li va anar pitjor, ja que l'administració russa gradualment es va anar fent antipolonesa.
Després d'un breu període relativament liberal a principis del segle xix, on a Polònia se li va permetre retenir alguna autonomia com l'estat titella del Tsarat de Polònia (dependent de l'imperi Rus), la situació de la cultura polonesa va anar empitjorant contínuament.

### Segona república polonesa (1918-1939)

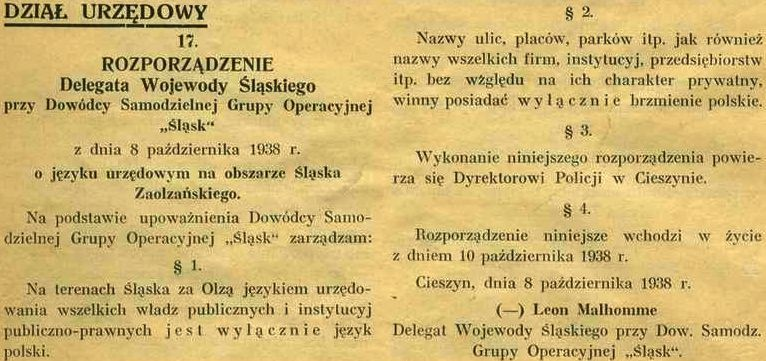
Decret sobre l'idioma oficial al territori annexat de Zaolzie (a la moderna República Txeca) el 1938.

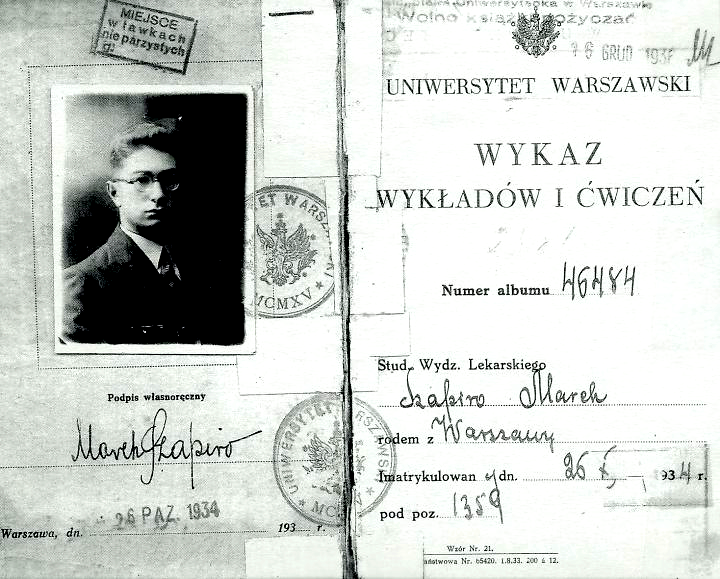
Identificació d'un estudiant jueu a Polònia amb el segell de "Bancs del gueto", una política introduïda sota el règim de Piłsudski. Els Litvaks eren acusats d'usar el rus en les comunicacions públiques.

En els temps de la Segona República Polonesa (1918-1939) la majoria del territori prèviament polonès, que havia tingut històricament una barreja de població rutena i polonesa, tenia majories de població belarussa i ucraïnesa. Després del renaixement de l'estat polonès posterior a la Primera Guerra Mundial, aquestes terres van tornar a estar en disputa, tot i que els polonesos van tenir èxit sobre la naixent República Popular d'Ucraïna Occidental en la Guerra polonesoucraïnesa de 1918-19. Així, amb el naixement de Polònia, i el seu intent d'eliminació de l'estat ucraïnès a Galítsia i Volínia, seguit per la seva Ofensiva a l'oest de Belarús - que la RFSS de Rússia va aconseguir contenir amb prou feines, aquests territoris van acabar a les mans de Polònia. Aproximadament un terç de la població del nou estat no era catòlica, incloent-hi un gran nombre de jueus russos que havien immigrat a Polònia seguint una onada progroms ucraïnesos que van continuar fins a 1921. Als jueus se'ls va donar a elegir en un tractat de pau a Riga entre els dos països i diversos centenars de milers es van unir a la ja nombrosa minoria jueva de la Segona República Polonesa.
El tracte a les minories no-poloneses va esdevenir un assumpte d'intens debat entre els líders polonesos. En un mateix moment es van enfrontar dues teories sobre la política que s'havia d'emprendre: una aproximació més tolerant i possiblement menys asimilacionista que era propugnada per Józef Piłsudski, el projecte del qual de crear una federació Międzymorze amb altres estats fallits després de la Guerra poloneso-soviètica es va enfrontar amb l'estratègia que finalment va prevaldre, o sigui la defensada per Roman Dmowski (ministre d'assumptes exteriors) i Stanisaw Grabski (ministre de religió i educació). Dmowski i Grabski va veure la solució del problema de les minories en la imposició dels valors polonesos (la llengua polonesa i l'església catòlica) a les minories per assolir l'assimilació nacional que els faria polonesos en la següent generació. Tanmateix, Józef Piłsudski, que a part de Cap d'estat controlava també l'exèrcit, recolzava una assimilació estatal més que no pas nacional com un medi més pràctic.
Atès que la major part del govern polonès estava inicialment controlat per Roman Dmowski, líder de la Democràcia Nacional i fort impulsor de la polonització, es van implementar polítiques basades en els seus punts de vista. Dmowski va dir: Allà on puguem multiplicar les nostres forces i els nostres esforços civilitzadors, absorbint a altres elements, no hi ha llei que ens pugui prohibir fer-ho, ja que actuar així és el nostre deure. L'assimilació lingüística va ser considerada pels demòcrates nacionals com un factor principal per a unificar l'estat. Per exemple, Stanisaw Grabski, ministre polonès per a la religió i l'educació pública el 1923 i entre 1925 i 1926, va escriure que Polònia s'ha de preservar com un estat de gent polonesa. Si fos un estat de polonesos, jueus, alemanys, rusinos, belarussos, lituans, russos, perdria una altra vegada la seva independència; i que és impossible fer una nació d'aquelles que no tenen 'autoidentificació nacional', que s'anomenen a si mateixes 'locals' (tutejszy). Grabski també va dir que l'objectiu de les polítiques poloneses hauria de ser la transformació de la Mancomunitat en un territori ètnicament polonès. Alguns càrrecs negaven totalment l'existència de les nacions ucraïnesa i belarussa.
Una llei promulgada el 1924 prohibia l'ús de qualsevol idioma excepte el polonès als documents governamentals i municipals. En l'àrea de l'educació pública es va postular que les escoles estatals només podrien usar la llengua polonesa. La població local podria tenir escoles privades en l'idioma local, però només als territoris lleials a l'estat polonès. Específicament respecte a les regions orientals (conegudes coma Kresy Wschodnie, o "Terres de frontera oriental") es va reconèixer que les escoles poden convertir-se en un instrument de desenvolupament cultural a les terres orientals només si hi treballen professors polonesos. Això esdevingué irrealitzable i, en casos particulars, es van proposar escoles bilingües ("escoles utraquistes", szkoy utrakwistyczne), mentre que en realitat les escoles funcionals eren aquelles en què es feia servir el polonès.
Quant a la política interna, el govern de Piłsudski va marcar una necessària estabilització i millora de la situació de les minories ètniques, que formaven gairebé un terç de la població de la Segona República. Piłsudski va reemplaçar l'assimilació ètnica demòcrata nacional per una política d'assimilació estatal: els ciutadans eren jutjats per la seva lleialtat a l'estat, no per la seva nacionalitat. Els anys entre 1926 i 1935 van ser vistos favorablement per molts jueus polonesos, la situació dels quals va millorar especialment sota el gabinet del delegat de Piłsudski Kazimierz Bartel. Tanmateix, una combinació de diverses raons, des de la Gran depressió, la necessitat de suport dels partits a Piłsudski per a l'elecció en el parlament a l'espiral d'atacs terroristes de l'Organització dels nacionalistes ucraïnesos i les pacificacions del govern van forçar que la situació continués degenerant malgrat els esforços de Piłsudski.

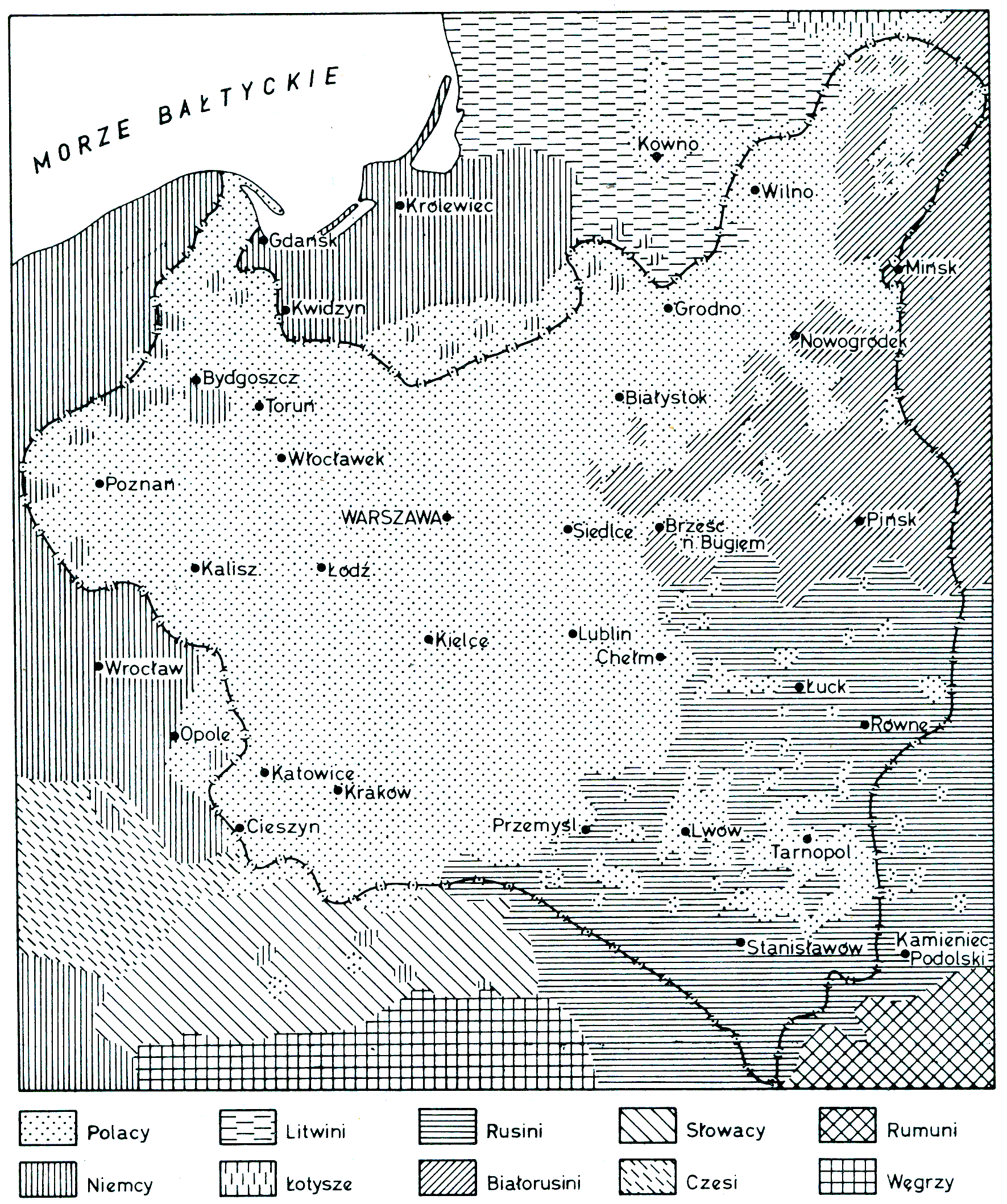
Nacionalitats a Polònia el 1931. Polacy - polonesos, Litwini - lituans, Rusini - rutens ucraïnesos, Niemcy - alemanys, Łotysze - letons Białorusini - belarussos, Słowacy - eslovacs, Rumuni - romanesos, Czesi - txecs, Węgrzy - hongaresos.

La manca de capital privat al país després de la Primera Guerra Mundial, suplerta amb intervencions estatals en sectors d'importància política després de la Gran depressió, van expandir creixentment el sector econòmic governamental. Des de 1931 d'ara endavant, el sector industrial estatal va créixer més ràpidament que el sector privat, tot i que la minoria jueva estava exclosa d'aquest sector de l'economia. Fins i tot enfrontant-se a l'aguda falta d'enginyers, les autoritats responsables van preferir deixar posicions vacant que no pas ocupar-les amb experts jueus. Els jueus també van ser exclosos de les administracions locals. A Lublin, on els jueus constituïen el 40% de la població, només el 2,6% dels treballadors municipals ho eren, a Varsòvia, el 16% dels polonesos, però només el 0,8% dels jueus treballaven per a l'estat o per al sector públic. Els esforços per polonitzar l'economia també van afectar els jueus emprats en el sector privat. L'església catòlica i el govern polonès van condonar aquesta polonización de l'economia després que els demòcrates nacionals aconseguissin el control del govern el 1937.
De tota manera, la polonització també va crear una nova classe educada entre les minories no poloneses, una classe d'intel·lectuals conscients de la importància de l'escolarització, la premsa, la literatura i el teatre, que serien instruments del desenvolupament, de les seves pròpies identitats ètniques.
Alguns estudiosos emfasitzen la importància de les polítiques de polonització del govern d'entreguerres per a la preservació de l'estat polonès a llarg termini.

#### Polonització aUcraïnaoccidental

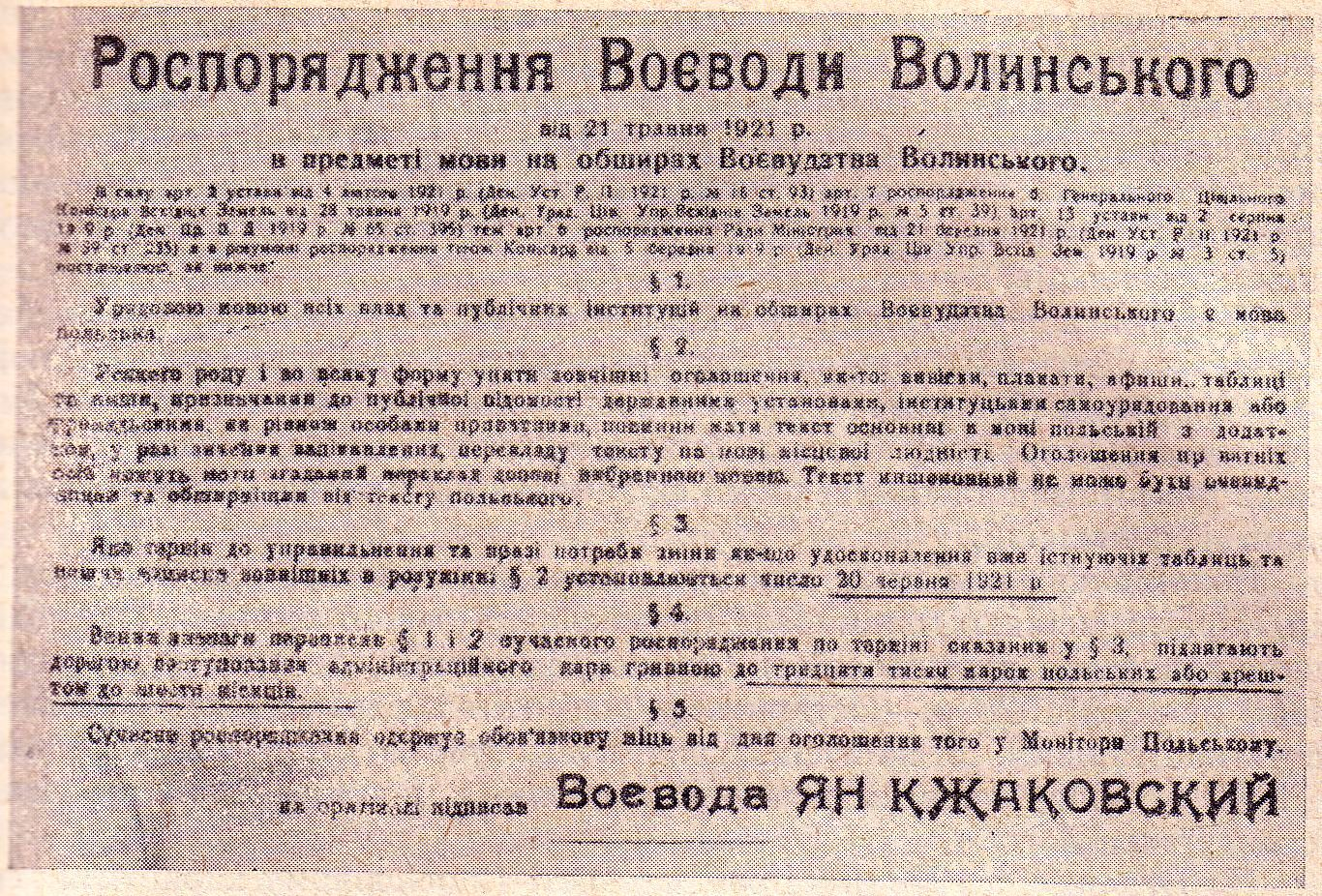
Decret del voivoda de Wołyń Jan Krzakowski Sobre la llengua al voivodat de Wołyń, que cita el polonès com l'única llengua de l'estat al territori de Volínia (actualment a Ucraïna) el 1921.

Quan els territoris de Belarús Occidental, el Marge dret d'Ucraïna i el Voivodat de Vilna van ser incorporats a Polònia després del Tractat de Riga, Polònia va rebutjar les seves obligacions internacionals de donar-li autonomia a Galítsia, unes obligacions que mai no havia tingut intenció de complir.
Els territoris de Galítsia i Volínia tenien problemàtiques diferents, diferenres històries recents i diferents religions dominants. Fins a la Primera Guerra Mundial, Galítsia, amb la seva població ucraïnesa greco catòlica, estava controlada per l'Imperi Austrohongarès les polítiques locals del qual eren relativament proucraïneses (rutenes) en un intent de cimentar el control austríac sobre el territori i impedir les tendències polítiques de la població que s'apropava cap a la resta d'ucraïnesos controlats per l'Imperi Rus. Aquestes polítiques van resultar en una percepció nacional molt més forta entre els ucraïnesos de Galítsia. D'altra banda, els ucraïnesos de Volínia, anteriorment part de l'Imperi Rus, eren principalment ortodoxos i estaven influïts per tendències russòfiles. Per tant, mentre que l'Església grecocatòlica ucraïnesa, amb les seves funcions en comunió amb el catolicisme de ritu llatí, esperava rebre un millor tractament a Polònia, on els líders veien el catolicisme com una de les principals eines per unificar la nació, els polonesos veien els creients d'aquesta església fins i tot amb menys confiança que els ortodoxos de Volínia, així que els van veure com a bons candidats per a l'assimilació política. Per aquesta raó la política polonesa a Ucraïna inicialment va ser dirigida a mantenir els ucraïnesos greco catòlics fora de la influència dels ortodoxos de Volínia.
A causa de la història de la regió l'Església greco catòlica ucraïnesa tenia un fort caràcter nacional, i les autoritats polonesos van buscar debilitar-la de diverses maneres. El 1924, després d'una visita amb els creients catòlics ucraïnesos a Amèrica del Nord i Europa Occidental, al líder de l'església li van denegar el permís per tornar a Lviv durant bastant de temps. Els sacerdots polonesos, dirigits pels seus bisbes van començar a dur a terme missions a la regió de ritu oriental, i van imposar restriccions administratives sobre l'Església greco catòlica ucraïnesa.
Pel que fa a la població ortodoxa ucraïnesa a Polònia oriental, el govern polonès inicialment va promulgar un decret on defensava els drets de les minories ortodoxes. A la pràctica, sovint no es protegien, ja que els catòlics, desitjosos d'enfortir la seva posició, tenien representació oficial en el Sejm i les corts. Qualsevol acusació era prou forta perquè una església particular fos confiscada i lliurada a l'Església catòlica romana. L'objectiu de les anomenades dues campanyes de reivindicació era privar els ortodoxos d'aquelles esglésies que havien estat grecocatòliques abans que l'ortodòxia fos imposada pel govern tsarista rus. 190 esglésies ortodoxes van ser destruïdes (algunes d'elles van ser després abandonades. i 150 més van ser transformades per la força en esglésies catòliques romanes (no greco catòliques). Aquestes accions van ser condemnades pel cap de l'Església grecocatòlica ucraïnesa, el metropolità Andrei Xeptyski, que va declarar que aquests actes destruirien en les ànimes dels germans no-units ortodoxos el pensament d'una possible reunió.".
La reforma de la possessió de la terra dissenyada per afavorir els polonesos a Volínia (de majoria ucraïnesa), el territori agrícola on la qüestió de la terra era especialment severa, va implicar l'alienació de l'estat polonès o fins i tot de la població ortodoxa volínia que tendia a ser molt menys radical que els habitants de Galítsia grecocatòlics.
L'actitud dels ucraïnesos d'aquell temps es mostra en les afirmacions de l'historiador ucraïnès Mikhailo Hruixevski, que ressalten la influència negativa de les polítiques poloneses en la cultura ucraïnesa: els quatre segles de domini polonès han causat efectes particularment destructius (...) el retard econòmic i cultural a Galítsia va ser el principal llegat de la Polònia històrica, que assíduament va atacar a tot el que es pogués considerar el millor de la nació, i la va deixar en un estat d'opressió i desvalguda.

#### Polonització aLituània

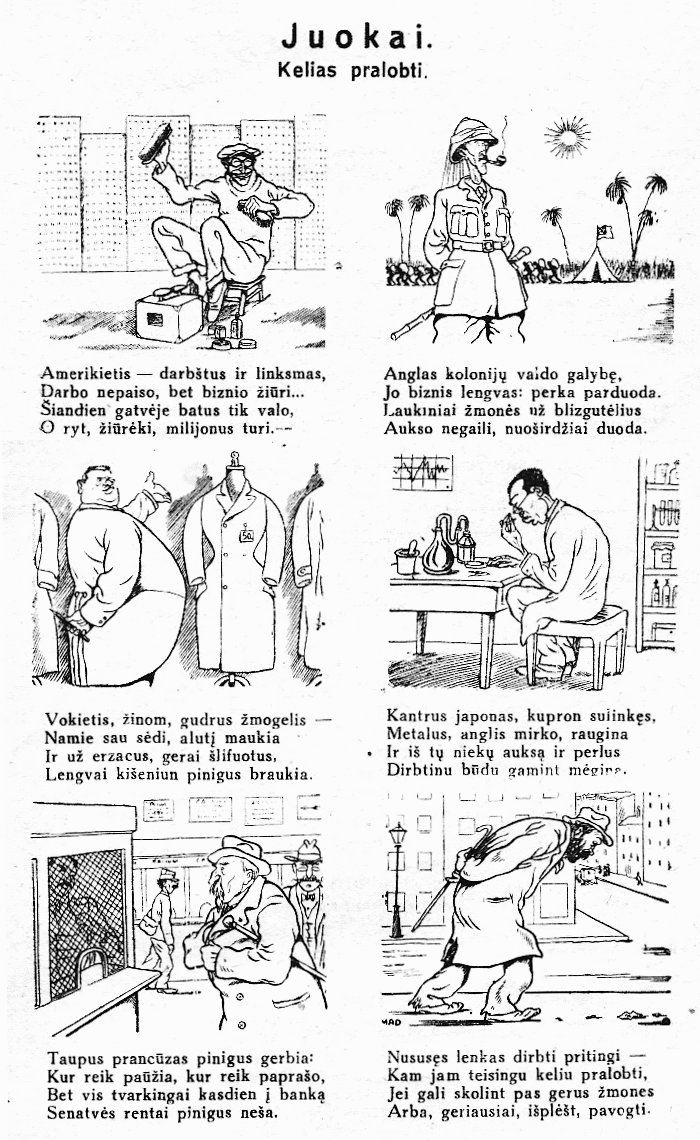
A Lituània, durant el període d'entreguerres es van publicar dibuixos antipolonesos.

La situació dels lituans també empitjorava. Durant el període d'entreguerres del segle xx (1920-1939) les relacions polonesolituanes es van caracteritzar per la mútua enemistat. Començant amb el conflicte per la ciutat de Vílnius i la Guerra polonesolituana poc després de la Primera Guerra Mundial, ambdós governs -en l'època el nacionalisme creixia a Europa- tractaven durament les seves respectives minories. A començaments de 1920, després del motí de Lucjan Żeligowski (vegeu República de Lituània Central) les activitats culturals lituanes en territoris controlats per Polònia van ser limitades, es van tancar periòdics i es van arrestar els seus editors. Un d'ells, Mykolas Biržiška, va ser acusat de traïció a l'estat i sentenciat a pena de mort, de la que es va salvar només per la intervenció directa de la Societat de Nacions. Va ser un dels 32 activistes culturals lituans i belarussos expulsats de Vilna el 20 de setembre de 1922 i lliurats a l'exèrcit lituà. El 1927, amb l'escalada de tensions entre Lituània i Polònia, al voltant de 48 escoles lituanes van ser tancades i onze activistes lituans més foren deportats. Quan morí Józef Piłsudski el 1935, la minoria lituana a Polònia va tornar a ser objecte de les polítiques de polonització, d'una manera més intensiva aquest cop. Es van tancar 266 escoles lituanes des de 1936 i gairebé totes les organitzacions van ser prohibides. Es va animar que els veterans de l'exèrcit polonès s'assentessin en les regions en disputa Al voltant de 400 salons de lectura i biblioteques lituanes van ser tancades a Polònia entre 1936 i 1938. La polonització dels lituans es va reduir amb polítiques del govern més relaxades només després que Lituània restablís relacions diplomàtiques amb Polònia el 1938.
No hi havia una escola belarussa a la primavera de 1939, i només existien 44 escoles que ensenyessin aquesta llengua en el moment d'inici de la Segona Guerra Mundial.

### Després de laSegona Guerra Mundial

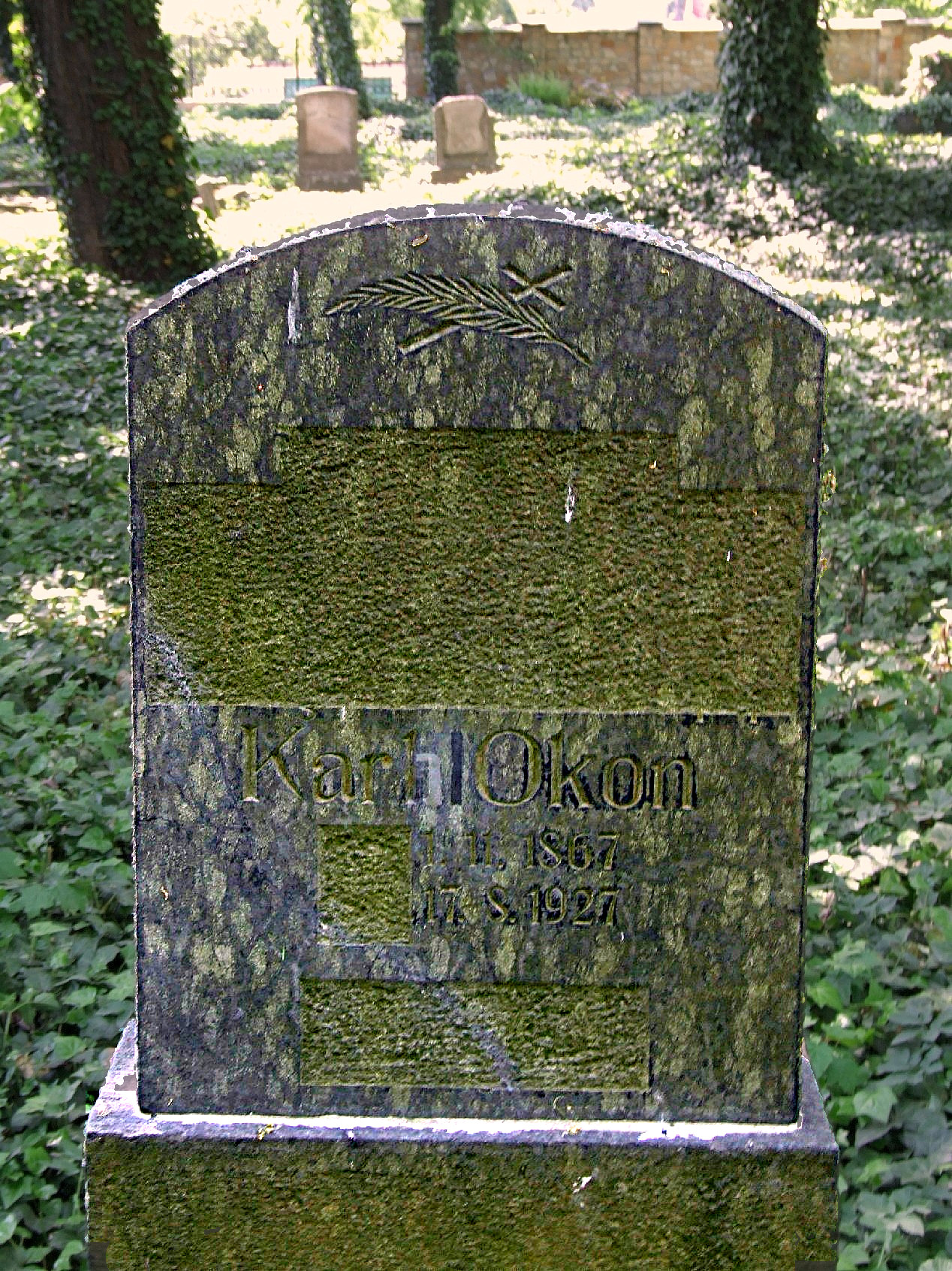
Làpida amb inscripcions esborrades en alemany a Gliwice (Polònia meridional). També és visible el canvi del nom Karl al polonès Karol.

Als alemanys ètnics que encara vivien als territoris occidentals obtinguts per Polònia (determinats per Stalin en la Conferència de Teheran després de la Segona Guerra Mundial -per exemple Silèsia) se'ls va denegar l'ús de la seva llengua en públic i van haver d'adoptar la llengua i ciutadania poloneses per evitar la discriminació, l'expropiació i l'insult. Uns 180.000 van anar enviats a camps de treball forçat com Tost, Potulice o Lamsdorf La seva situació va millorar el 1950 amb el Tractat de Zgorzelec entre Polònia i la República Democràtica Alemanya. l'República Federal Alemanya no va reconèixer aquest acord. Fins al 1953 hi havia 55 escoles bàsiques alemanyes i dos instituts alemanys a Polònia. Els alemanys gaudeixen d'un estatus formalment reconegut de minoria ètnica a la Polònia moderna.
Durant l'Operació Vístula en 1947, les poblacions rutenes i ucraïneses van ser deportades dels seus territoris històrics al sud-est de Polònia a les àrees septentrionals dels territoris recuperats atorgats pels Aliats a Polònia després dels acords del final de la Segona Guerra Mundial. Segons l'ordre donada pel Ministeri de Territoris Recuperats l'objectiu de la recol·locació dels colons "W" és la seva assimilació en un nou medi polonès, s'han d'aplicar tots els nostres esforços per assolir aquests objectius. No apliqueu el terme "ucraïnesos" als colons. En els casos en els quals la intelligentsia arribi als territoris recuperats, aquests han de ser assentats separadament i lluny de les comunitats dels colons "W" per tots els mitjans.

## Controvèrsia sobre l'ètnia d'algunes figures notables
Com a conseqüències del procés de polonització cultural, es van donar disputes sobre l'etnicitat d'algunes persones notables com Tadeusz Kościuszko, Adam Mickiewicz i Ignacy Domeyko, que són celebrats com a pròcers nacionals tant pels polonesos, com pels belarussos, i lituans.